# رجینا بنجامین
رجینا مارسیا بنجامین (انگلیسی: Regina Benjamin؛ زادهٔ ۲۶ اکتبر ۱۹۵۶) پزشک آمریکایی و مسئولان سابق سپاه ویژه خدمات بهداشت عمومی ایالات متحده بوده که به عنوان هجدهمین جراح کل ایالات متحده خدمت کرده است. بنجامین پیش از این مدیر یک کلینیک غیرانتفاعی مراقبت‌های اولیه پزشکی در بایو لا باتر، آلاباما بود و در هیئت امنای دانشکده پزشکی مورهاوس خدمت کرده است. وی همچنین برندهٔ جوایزی همچون بورسیه مک‌آرتور شده است.

## زندگی اولیه و تحصیلات
بنجامین در ۲۶ اکتبر ۱۹۵۶ در موبایل، آلاباما متولد شد. او از دبیرستان فیرهاپ در فیرهاپ، آلاباما فارغ‌التحصیل شد و سپس در دانشگاه زاویر لوئیزیانا در نیواورلئان تحصیل کرد، جایی که به عضویت فصل گاما آلفا از انجمن خواهری دلتا سیگما تتا درآمد. او همچنین از دومین دوره فارغ‌التحصیلان دانشکده پزشکی مورهاوس است که در آن زمان یک برنامه دو ساله در کالج مورهاوس بود. او مدرک پزشکی خود را از دانشگاه آلاباما در بیرمنگام دریافت کرد و دوره رزیدنتی خود را در پزشکی خانواده در مرکز پزشکی جورجیا مرکزی به پایان رساند. دربارهٔ تجربه خود به عنوان اولین عضو خانواده که به دانشکده پزشکی رفت، گفته است: «قبل از رفتن به کالج هرگز یک پزشک سیاهپوست ندیده بودم.» پس از تأسیس مطب شخصی در بایو لا باتر، آلاباما، بنجامین چندین سال در بخش‌های اورژانس و خانه‌های سالمندان کار کرد تا از نظر مالی از مأموریت خود حمایت کند. پس از دریافت مدرک ام‌بی‌ای از دانشکده کسب‌وکار فریمن در دانشگاه تولین، مطب خود را به یک کلینیک بهداشت روستایی تبدیل کرد.

## حرفه پزشکی
بنجامین سابقاً معاون بهداشت روستایی در دانشکده پزشکی دانشگاه آلابامای جنوبی بود، جایی که برنامه مراقبت‌های بهداشتی آلاباما را اداره می‌کرد و پیش از آن برنامه پزشکی از راه دور این دانشگاه را رهبری می‌کرد. او در سال ۲۰۰۲ به عنوان رئیس انجمن پزشکی ایالت آلاباما (MASA) خدمت کرد. در سال ۱۹۹۵، به هیئت امنای انجمن پزشکی آمریکا انتخاب شد و هم اولین پزشک زیر ۴۰ سال و هم اولین زن آفریقایی-آمریکایی بود که به این سمت انتخاب شد. او همچنین به پیشنهاد جب بوش، فرماندار فلوریدا، در هیئت امنای دانشگاه A&M فلوریدا خدمت کرد. از سال ۲۰۰۸ تا ۲۰۰۹، به عنوان رئیس هیئت امنای فدراسیون هیئت‌های پزشکی ایالتی خدمت کرد، یک سازمان غیرانتفاعی ملی که نماینده ۷۰ هیئت پزشکی و استئوپاتی ایالات متحده و قلمروهای آن است.
بنجامین عضو هیئت مدیره انجمن پزشکی خانواده آمریکا و عضو آکادمی پزشکان خانواده آمریکا است. او عضو مؤسسه ملی کلوگ و همچنین رهبر نسل بعدی راکفلر بوده است. او در هیئت‌ها و کمیته‌های متعددی خدمت کرده است، از جمله شورای دختران اسکات دریای جنوب.
او توسط دانا شلیلا، وزیر بهداشت و خدمات انسانی ایالات متحده، به عضویت کمیته قانون بهبود آزمایشگاه‌های بالینی و شورای آموزش پزشکی تکمیلی منصوب شد و همچنین عضو «کمیته مرحله ۳» است. در آلاباما، او سابقاً معاون کمیسیون سالخوردگان فرماندار و همچنین عضو نیروی ویژه اصلاح مراقبت‌های بهداشتی فرماندار و نیروی ویژه سلامت کودکان فرماندار بود.
او مشاور حقوق‌بگیر برگر کینگ بود که برای ارائه مشاوره تغذیه‌ای در مورد محصولاتشان قرارداد بسته بود. کلینیک بنجامین در سال ۲۰۰۵ توسط توفند کاترینا و در سال ۲۰۰۶ توسط آتش‌سوزی در روز سال نو، یک روز قبل از بازگشایی برنامه‌ریزی شده، تخریب شد. زمانی که کلینیک را برای بار دوم بازسازی کرد، سرخط خبرها شد.